# 1e British Academy Film Awards
De 1e British Academy Film Awards of BAFTA Awards werden uitgereikt in 1948 voor de films uit 1947. Destijds waren er twee categorieën: beste film (wereldwijd) en beste Britse film.

## Winnaars

### Internationaal
- Beste film (wereldwijd): The Best Years of Our Lives

### Brits
- Beste Britse film: Odd Man Out